# Еберхард фон Щолберг-Вернигероде
Еберхард фон Щолберг-Вернигероде (на немски: Eberhard Graf zu Stolberg-Wernigerode; * 11 март 1810, Петерсвалдау/Pieszyce, Долносилезко войводство, Полша; † 8 август 1872, Йоханисбад/Janské Lázně) е граф на Щолберг-Вернигероде, господар в Крепелхоф (днес Каменна Гора в Долносилезко войводство, Полша.

## Произход и наследство
Той е най-големият син (от 12 деца) на пруския държавен министър граф Антон фон Щолберг-Вернигероде (1785 – 1854) и съпругата му фрайин Луиза Тереза Шарлота Фридерика Каролина фон дер Реке (1787 – 1874), дъщеря на пруския министър фрайхер Еберхард Фридрих Кристоф фон дер Реке (1744 – 1818) и фрайин Елиза Доротея Луиза фон Финке (1763 – 1838).
Еберхард фон Щолберг-Вернигероде последва баща си 1854 г. като господар в Крепелхоф (днес Каменна Гора в Долносилезко войводство, Полша) и умира бездетен на 62 години на 8 август 1872 г. в Йоханисбад. Наследен е от племенника му Удо фон Щолберг-Вернигероде (1840 – 1910), син на брат му Конрад фон Щолберг-Вернигероде (1811 – 1851). През 1964 г. дворецът Крепелхоф изгаря.

## Фамилия
Еберхард фон Щолберг-Вернигероде се жени на 26 май 1842 г. в Клемпциг за принцеса Мария Ройс-Кьостриц (* 24 юни 1822, Клемпциг; † 16 декември 1903, Гирсдорф, Силезия), дъщеря на принц Хайнрих LX Ройс-Кьостриц (1784 – 1833) и принцеса Доротея фон Шьонайх-Каролат (1799 – 1848). Бракът е бездетен.